# Montcresson
Montcresson is een gemeente in het Franse departement Loiret (regio Centre-Val de Loire). De plaats maakt deel uit van het arrondissement Montargis. Montcresson telde op 1 januari 2022 1.257 inwoners.
In de gemeente ligt het Kasteel van La Forêt. Dit werd tussen 1860 en zijn overlijden in 1893 bewoond door maarschalk en Frans president Patrice de Mac Mahon.

## Geografie
De oppervlakte van Montcresson bedroeg op 1 januari 2022 21 vierkante kilometer; de bevolkingsdichtheid was toen 59,9 inwoners per km².

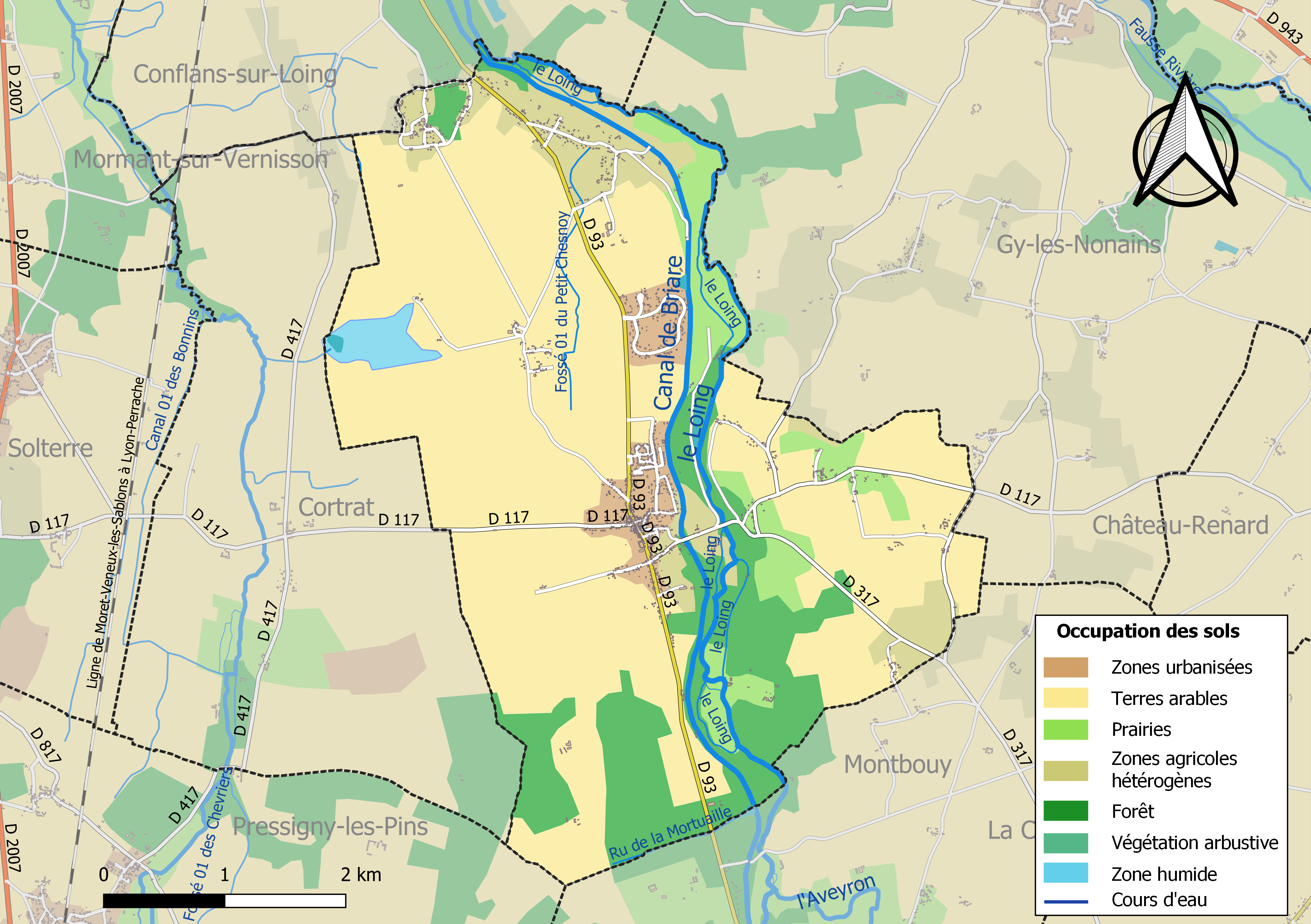
Kaart van de gemeente met de belangrijkste infrastructuur, bodemgebruik en omliggende gemeenten

## Demografie
Onderstaande figuur toont het verloop van het inwonertal (bron: INSEE-tellingen).